# 댄 애크로이드
댄 애크로이드(Dan Aykroyd, 1952년 7월 1일 ~ )은 캐나다/미국의 배우이다.

## 참여 작품
- 블루스 브라더스 - 엘우드 블루스 역
- 고스트 버스터즈 시리즈

- 고스트버스터즈 - 레이먼드 스탠츠 박사 역
- 고스트버스터즈 2 - 레이먼드 스탠츠 박사 역
- 고스트버스터즈 라이즈 - 레이먼드 스탠츠 박사 역 (기획, 조연)
- 고스트버스터즈: 오싹한 뉴욕 - 레이먼드 스탠츠 박사 역

- 대역전 - 루이스 윈소프 역
- 동창회 대소동
- 못말리는 서스펙트
- 새 엄마는 외계인 - 밀즈 박사 역
- 언컨디셔널 러브
- 채플린
- 말뚝상사 빌코 - 존 홀 대령 역
- 진주만
- 마이 걸
- 좀비랜드: 더블 탭 - 댄 애크로이드 역
- 콘헤드 대소동

## 같이 보기
- 캐나다의 배우 목록